# Рурдален
Рурдален (нидерл. Roerdalen) — община в провинции Лимбург (Нидерланды).
Исторически деревни Влодроп, Постерхолт, Синт-Одилиенберг и город Монтфорт принадлежали герцогству Гелдерн, а деревни Мелик и Херкенбос принадлежали герцогству Юлих-Берг.

## История
В современном виде община появилась 1 января 2007 года, когда к Рурдалену присоединилась община Амбт Монтфорт.

## Состав
Община состоит из следующих населенных пунктов (в скобках указано население на 2020 год):
- Херкенбос (4 216)
- Мелик (3 616)
- Монтфорт (3 074)
- Постерхолт (3 975)
- Синт-Одилиенберг (3 332)
- Влодроп (2 360)

## География
Территория общины занимает 88,79 км². На 1 августа 2020 года в общине проживало 20 552 человека.